# Hotep Idris Galeta
Hotep Idris Galeta (Cidade do Cabo, 7 de junho de 1941 - Joanesburgo, 3 de novembro de 2010) foi um pianista de jazz sul-africano.